# Amsa-dong
Amsa-dong – neolityczne stanowisko archeologiczne, znajdujące się nad brzegiem rzeki Han-gang na przedmieściach Seulu w Korei Południowej.
Stanowisko zostało odkryte przypadkowo w 1925 roku, po wymyciu warstwy gruntu na skutek powodzi. Profesjonalne badania archeologiczne rozpoczęły się w 1967 roku. W Amsa-dong znajdowała się zamieszkana przez dłuższy czas osada. Wyodrębniono 12 jednostek stratygraficznych, częściowo zachodzących na siebie, z których najstarsze datowane są na 6 tysięcy lat p.n.e. Na stanowisku odkryto 30 ziemianek o średnicy 5–6 m i głębokości 50–60 cm. Ich dachy oparte były na 4 palach wbitych w narożnikach, zaś w centralnej części znajdowały się paleniska otoczone kamiennymi murkami. Wydobyto także liczne fragmenty ceramiki oraz narzędzi kamiennych, m.in. sierpów, młotków i łopat, groty strzał i włóczni, harpuny, a także sieci i niewody.